# محمد البريهي
محمد بن عبد السلام البريهي (1850، فاس - 1945م) فنان مغربي، مؤسس جوق البريهي وأحد الذين رسخوا معالم الأغنية المغربية الحديثة.

## مسيرته
ولد بمدينة فاس ونشأ بأسرة فاسية أصلها من ناحية تازة، من قبيلة حميان، تأثر بأبيه تأثرا كبيرا وتلقى تعليمه الموسيقي على يد والده، و الذي بدوره تلقى تعليمه الموسيقي بمسقط رأسه فاس على يد حدو بن جلون شيخ الموسيقيين بفاس. عاش والده خلال سنة 1882 حدثا فنيا كبيرا حيث راجع كناش محمد بن الحسين الحايك من طرف لجنة ضمن شيوخ الموسيقى الأندلسية إلى أن توفي سنة 1890.
تلقى دروس في الموسيقى بدار الجامعي، وبعدها انخرط في مجموعة فنية، إلى أن أصبح من فطاحل المطربين ، يحفظ الكثير من التراث الأندلسي ويتقن أداءه، ويجيد العزف على الرباب. أسس جوقا ضم نخبة من العازفين والمنشدين، وذلك في عهد الحماية حيث عرف نشاطا محدودا في بعض الحفلات المذاعة من متحف دار السلاح بفاس . هذا الجوق الذي سيحمل اسم جوق البريهي فيما بعد . وكانت هذه النخبة من العازفين والمنشدين ، لقنهم أصول المدرسة الأندلسية ، وتنقل بهم عبر المدن المغربية.
من بين تلاميذته فقيه الطرب الأندلسي أحمد الوكيلي وعبد الكريم الرايس. هذا الأخير تصاهر معه ولازمه ما يزيد عن 25 سنة إلى أن توفي. وبعد وفاة البريهي والمطيري جاء بعدهما الوكيلي على رأس الجوق. اسم هذا الجوق سيطلق على الإذاعة والتلفزة حيث أصبحت تسمى ب «دار لبريهي» . لعب البريهي دورا بارزا في ترسيخ العمل بمختلف كناش الحايك وإشاعة مستعملاته، واستمر في مسيرته الفنية إلى أن توفي سنة 1945 .

## وصلات خارجية
- محمد البريهي - قبيلة حميان